# Dancing in the Street
Dancing in the Street är en låt med  Martha and the Vandellas utgiven som singel 1964 och på albumet Dance Party. Låten, som är skriven av Marvin Gaye, William "Mickey" Stevenson och Ivory Joe Hunter, är en av Motowns kändaste låtar och gruppens signatursång. Den nådde andraplatsen på Billboard Hot 100 och rankades som nummer 40 i Rolling Stones rankning av de 500 bästa sångerna.

## Mick Jaggers och David Bowies version
Mick Jagger och David Bowie gjorde en duo cover på låten som gavs ut som singel i augusti 1985. Låten var från början tänkt att spelas på välgörenhetsgalan Live Aid från 1985. Tanken från början var att Bowie skulle spela låten på Wembley Stadium och att Jagger skulle spela den på JFK Stadium, tills man insåg att sändningen via satellit skulle orsaka en halv sekunds fördröjning och göra samtida direktsändning live omöjligt. Istället skickades låten in som video som visades två gånger. Låten låg på första plats på den brittiska singellistan i fyra veckor. I USA nådde den plats nummer sju. Låten var den sista brittiska förstaplaceringen för Bowie och den enda förstaplaceringen för Jagger som soloartist i sitt hemland.

## Andra tolkningar
The Kinks tolkade låten på albumet Kinda Kinks 1965.
Den svenska bandet Nursery Rhymes gjorde en cover på låten vid mitten av 1960-talet.
The Mamas and the Papas släppte sin variation av låten 1966 med albumet The Mamas and the Papas. De hamnade på plats 73 på Billboard Hot 100.
Van Halen spelade in låten och släppte sin version på sitt album Diver Down 1982.
I Dansbandskampen 2008 tolkades låten av gruppen Martinez.
Videon till låten syns i den tecknade tv-serien Family Guy från säsong 10, avsnitt 19. Där omnämns videon som "the gayest music video of all time" och visas i 2:58 minuter.

### Fotnoter
1. ↑  ”Sveriges Television”. 22 november 2008. Arkiverad från originalet den 9 oktober 2012. https://web.archive.org/web/20121009111144/http://www.svt.se/2.97234/1.1257031/martinez. Läst 26 maj 2011.